# Vorabgletscher
Vorabgletscher lub Vorabfirn (rom. Glatscher dil Vorab) – lodowiec o długości 2 km (2005 r.) i powierzchni 2,17 km² (1973 r.).
Lodowiec położony jest w Alpach Glarneńskich w kantonie Glarus w Szwajcarii.